# Hildegard Ollenhauer
Hildegard Ollenhauer, genannt Hilde, (* 12. Dezember 1902 in Magdeburg; † 13. August 1995 in Bad Oldesloe) war eine deutsche Sozialpolitikerin (SPD) und Abgeordnete der Hamburgischen Bürgerschaft.

## Leben
Die Schwester des späteren SPD-Vorsitzenden Erich Ollenhauer wuchs in einem sozialdemokratischen Elternhaus auf. Ihr Vater war Maurer, die Mutter Büglerin; beide gehörten der SPD und der Gewerkschaft an. 
Nach dem Besuch der Volksschule und einer kaufmännischen Ausbildung arbeitete Hilde Ollenhauer bei einer Versicherung, in einem Buchladen sowie im Büro der Sozialistischen Arbeiterjugend, der sie bereits als Jugendliche beigetreten war und als Mädchenvertreterin im Bundesvorstand wirkte.
Mit 16 Jahren trat Hilde Ollenhauer in den sozialistischen AfA-Bund (einen Vorläufer der späteren DAG) ein, mit 19 in die SPD. 1923 zog sie nach Hamburg, wo sie von 1928 bis 1933 Geschäftsführerin des Hamburger Jugendausschusses, eines Zusammenschlusses verschiedener Jugendverbände, war. Anfang 1933 zog sie für die SPD in die Bürgerschaft ein, wurde aber bereits wenige Monate später, nach der Machtübernahme durch die Nationalsozialisten, zusammen mit den übrigen SPD-Abgeordneten ausgeschlossen. Bei dem Versuch, Gelder der nunmehr verbotenen SPD vor dem Zugriff der neuen Machthaber zu retten, wurde sie kurzzeitig inhaftiert. Auf Betreiben der Hitler-Jugend verlor sie zudem ihre Stellung beim Jugendausschuss und war einige Zeit arbeitslos, bevor es ihr gelang, als Sachbearbeiterin in einem von Lehrern gegründeten Verein für Ferienwohlfahrt unterzukommen. Nachdem dieser von der NS-Volkswohlfahrt übernommen worden war, beantragte Ollenhauer am 20. Juli 1937 die Aufnahme in die NSDAP und wurde rückwirkend zum 1. Mai desselben Jahres aufgenommen (Mitgliedsnummer 4.794.023). 1941/42 absolvierte sie eine Ausbildung am Sozialpädagogischen Institut und wurde nach den verheerenden Bombenangriffen im Sommer 1943 nach Magdeburg versetzt, um dort Evakuierte aus Hamburg und Norddeutschland zu betreuen.
Nach Kriegsende blieb Ollenhauer zunächst in Magdeburg und arbeitete als Buchhalterin und Stenotypistin in einem volkseigenen Betrieb. 1950 übersiedelte sie jedoch in den Westen, kam über Marienfelde und Bonn schließlich wieder nach Hamburg und war hier bis zu ihrer Pensionierung 1962 als Berufsberaterin im Arbeitsamt Hamburg angestellt.

## Politik und Ehrenämter
Zurück in Hamburg, engagierte sich Ollenhauer erneut für die SPD und gehörte von 1953 bis 1957 zunächst der Bezirksversammlung Hamburg-Nord sowie von 1957 bis 1974 der Hamburgischen Bürgerschaft an. Dort war sie unter anderem Vorsitzende des Sozialpolitischen Ausschusses (1961–1974), Mitglied im Fraktionsvorstand (1966–1974) und im Präsidium der Bürgerschaft (1970–1974). Außerdem wurde sie von ihrer Fraktion von 1958 bis 1970 als Deputierte in die Jugendbehörde entsandt. 
Daneben engagierte sie sich seit 1950 in der Arbeiterwohlfahrt (AWO), davon 1962 bis 1986 als Mitglied des Hamburger Landesvorstands, im AWO-Bundesausschuss sowie bis zu ihrem 85. Lebensjahr als ehrenamtliche Leiterin einer AWO-Altentagesstätte in Hamburg-Volksdorf. 
Von 1970 bis 1993 war Ollenhauer zudem Vorsitzende des Kuratoriums der Deutschen Hilfsgemeinschaft, engagierte sich viele Jahre im Vorstand des Vereins für Behindertenhilfe e. V. sowie im Beirat eines Seniorenheimes.

## Ehrungen
- Medaille für treue Arbeit im Dienste des Volkes, verliehen vom Hamburger Senat (1980)
- Marie-Juchacz-Plakette der Arbeiterwohlfahrt (1989)
- 1988 benannte der Hamburger AWO-Landesverband seine Geschäftsstelle in Hamburg-Rotherbaum in Hilde-Ollenhauer-Haus.[2]
- Außerdem trägt ein AWO-Altenheim in ihrer Geburtsstadt Magdeburg den Namen Hilde-Ollenhauer-Haus.[3]